# Den flygande åsnan
Den flygande åsnan (engelska: The Flying Gauchito) är en amerikansk animerad kortfilm från 1955. Filmen är ursprungligen en del av långfilmen Tre Caballeros från 1944.

## Handling
En gaucho-pojke är uppe och klättrar i bergen i Pampas och upptäcker en flygande åsna. Han lyckas tämja den, och tar med sig den hem. Väl hemma ställer han upp i en hästkapplöpning tillsammans med åsnan.

## Om filmen
Filmens engelska titel skulle ursprungligen ha varit The Remarkable Donkey, men ändrades i slutändan till The Flying Gauchito.
Filmen var från början tänkt att ingå i långfilmen Saludos Amigos 1942, men eftersom den inte fick plats fick den istället bli en del av dess uppföljare Tre Caballeros som släpptes 1944.
En uppföljare planerades med titeln The Laughing Gauchito, och skulle ha handlat om hur gauchon skrattar så högt att skrattet krossar glass. Projektet blev dock aldrig verklighet och lades ner.
Filmens handling återanvändes som tecknad serie för det elfte numret av Kalle Anka & C:o 1955.